# تعدد الإمناء
في علم الأحياء، يُشير مصطلح تعدد الإمناء أو تعدد التلقيح (بالإنجليزية: Polyspermy)‏ إلى البويضة التي تم تخصيبها من قبل أكثر من نطفة واحدة. تحتوي الكائنات الضعفانية عادةً على نسختين من كل كروموسوم، واحدة من كلٍ من الوالدين. في المقابل، تحتوي الخلية الناتجة عن تعدد الإمناء على ثلاث نسخ أو أكثر من كل كروموسوم - واحدة من البيضة وواحدة من كل نطفة. عادةً ما تكون النتيجة هي زيغوت غير قابل للحياة. قد يحدث هذا لأن الحيوانات المنوية فعالة للغاية في الوصول إلى البويضة وتخصيبها بسبب الضغوط الانتقائية للمنافسة المنوية. غالبًا ما يكون هذا الموقف ضارًا للإناث: بمعنى آخر، التنافس الجنسي بين الحيوانات المنوية يطمو ويمتد إلى أن يُحدِث صراع جنسي.

## تعدد الإمناء الفسيولوجي
يحدث تعدد الإمناء الفسيولوجي عندما تقبل البويضة عادة أكثر من حيوان منوي واحد، ولكن واحدًا فقط من الحيوانات المنوية المتعددة سوف يندمج فعلاً مع نواة البويضة. يتواجد هذا النوع من تعدد الإمناء الفيسيولوجي في بعض أنواع الفقاريات واللافقاريات على حد سواء. بعض الأنواع تستخدم تعدد الإمناء الفسيولوجي كآلية مناسبة لتطوير ذرايتهم.

بعض هذه الحيوانات تشمل-على سبيل المثال لا الحصر- الطيور، والمشطيات، والزواحف والبرمائيات. بعض الفقاريات التي تنتمي للسلويات أو الاسلويات، على سبيل المثال، تخضع السمادل والأسماك الغضروفية والطيور والزواحف لتعدد الإمناء الفسيولوجي بسبب الإخصاب الداخلي لبيضها المحّي (الصفاري). تُحفّز الحيوانات المنوية تنشيط البويضة عن طريق تحفيز تركيز أيون الكالسيوم الحر في السيتوبلازم. يلعب هذا دورًا مهمًا للغاية في كل من أنواع تعدد الإمناء الفسيولوجي وتعدد الإمناء الموحودي ارتفاع الكالسيوم يؤدي إلى تنشيط البويضة. سيتم بعد ذلك تغيير البيضة على كل من المستوى الكيميائي الحيوي والمورفولوجي. في الثدييات وكذلك قنافذ البحر، يحدث الارتفاع المفاجئ في تركيز الكالسيوم بسبب تدفق أيونات الكالسيوم داخل البيضة. تكون أيونات الكالسيوم مسؤولة عن تفاعل الحبيبات القشرية، كما يتم تخزينها في شبكية البويضة الداخلية.

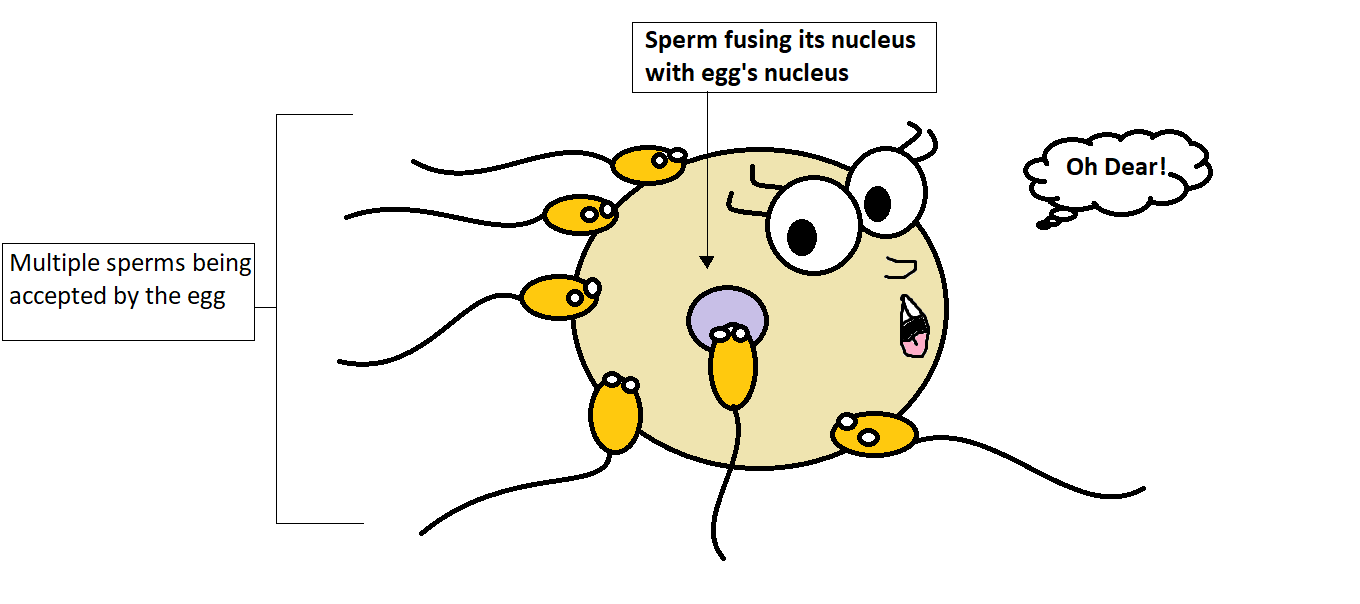
أثناء عملية تعدد الإمناء الفسيولوجي، تقبل البويضة العديد من الحيوانات المنوية ولكنها تسمح لنطفة واحدة فقط بدمج نواتها مع نواة البويضة.

على عكس تعدد الإمناء الفسيولوجي، يقوم الإخصاب أحادي الإمناء بتحليل موجات الكالسيوم في البيض، حيث أن هذه هي عملية التكاثر النموذجية في جميع الأنواع. الأنواعالتي تخضع لتعدد الإمناء الفسيولوجي يكون لديها آليات لمنع تعدد الصيغ الصبغية، والتي تعمل داخل البيضة. هذا يختلف تمامًا عن منع تعدد الإمناء العادي الموجود خارج البويضة.

### يتطلب بيض بعضالدجاجوعصافير الزيبراتعدد الإمناء
وفقاً لصحيفة نُشرت في نيويورك تايمز، استنتج الدكتور نيكولا هيمنغز، عالم الأحياء التطوري في جامعة شيفيلد، وأحد مؤلفي الدراسة في مجلة وقائع الجمعية الملكية أن بيض بعض الدجاج وعصافير الزيبرا يتطلب تعدد الإمناء، من 10 إلى مئات الحيوانات المنوية، لاختراق البويضة وذلك لضمان الإخصاب والنمو الناجح لجنين الطيور.

## منع تعدد الإمناء
يحدث تعدد الإمناء في حالات نادرة جداً أثناء التكاثر البشري.  في الحقيقية، يتم منع تعدد الإمناء في معظم الأحيان. إن انخفاض عدد الحيوانات المنوية التي تسبح باتجاه قناة البيض هو أحد الطريقتين اللتين تمنعان تعدد الإمناء لدى البشر. الآلية الأخرى هي منع الحيوانات المنوية من الدخول إلى البويضة المخصبة.  وفقًا لـ Developmental Biology Interactive، إذا تم تخصيب البويضة من خلال الحيوانات المنوية المتعددة، فسيحصل الجنين بعد ذلك على العديد من المراكز الأبوية. عندما يحدث هذا، يكون هناك صراع من أجل الكروموسومات الإضافية. تسبب هذه المنافسة فوضى في تشكيل الانشقاق الثلم والنتيجة الطبيعية هي وفاة البيضة المخصبة. تم الإبلاغ عن حالتين فقط من تعدد الإمناء في الإنسان أدت إلى ولادة الأطفال.

### منع تعدد الإمناء السريع
تكون معظم بويضات الكائنات الحية التي تتكاثر جنسيًا متكيفة طبيعياً لتجنب عملية تعدد الإمناء. تم تحديد هذه التكيفات الدفاعية في قنفذ البحر، والذي يستجيب بقبول حيوان منوي واحد ومن ثم بتثبيط اختراق الحيوانات المنوية اللاحقة للبويضة. توجد دفاعات مماثلة في حقيقيات النوى الأخرى.
يعتمد منع تعدد الإمناء في قنافذ البحر على تغيير الشحنة الكهربائية عبر سطح البويضة، والذي ينتج عن اندماج الحيوان المنوي الأول مع البويضة. يكون بيض قنفذ البحر الغير المخصب ذو شحنة سالبة في الداخل، ولكن هذه الشحنة السالبة تتحول إلى شحنة موجبة عند الإخصاب. بعد ذلك، عندما تواجه الحيوانات المنوية الأخرى البويضة ذات الشحنة الموجبة، يتم منع اندماج البويضة وهذه الحيوانات المنوية. وهكذا، بعد أن اندمج الحيوان المنوي الأول والبويضة، يتم منع الحيوانات المنوية اللاحقة من الاندماج.  يُعتقد أن هذا النوع من المنع، أي «المنع الكهربائي لتعدد الإمناء»، قد ينتج لأن هناك جزيء موجب الشحنة في غشاء سطح الحيوانات المنوية والذي يتم نَفره من قبل الشحنة الموجبة على سطح البويضة.
تعمل طريقة منع تعدد الإمناء الكهربائية في العديد من الأنواع الحيوانية، بما في ذلك الضفادع والمحار والديدان البحرية، ولكن ليس في العديد من الثدييات التي تمت دراستها (الهامستر والأرانب والفئران). في الأنواع التي لا تحتوي على «المنع الكهربائي»، عادة ما يتم منع تعدد الإمناء عن طريق إفراز المواد التي تشكل حاجزًا ميكانيكيًا لتعددية الإمناء. تمتلك الحيوانات مثل قنافذ البحر إستراتيجية للوقاية من تعدد الإمناء ذات خطوتين: المنع الكهربائي السريع ولكن العابر، والذي يحل محله بعد الدقيقة الأولى أو نحو ذلك من الوقت، المنع الميكانكي البطيء والدائم. يُعتقد أن المنع الكهربائي تطور في تلك الأنواع حيث هناك حاجة إلى منع سريع جدًا لتعدد الإمناء، نظرًا لوجود العديد من الحيوانات المنوية التي تصل في وقت واحد إلى سطح البويضة، كما يحدث في الحيوانات مثل قنافذ البحر. هذا يحدث لأنه في قنافذ البحر، يحدث الإخصاب خارجيًا في المحيط، بحيث يمكن لمئات الحيوانات المنوية مواجهة البويضة في غضون عدة ثوان، مما يتطلب عملية سريعة لمنع تعدد الإمناء.

### منع تعدد الإمناء البطيء
في الثدييات، حيث يحدث الإخصاب داخليًا، يصل عدد أقل من الحيوانات المنوية إلى موقع الإخصاب في قناة البيض. قد يكون هذا نتيجة لتكييف الجهاز التناسلي الأنثوي على تقليل عدد الحيوانات المنوية التي تصل إلى البويضة. ولكن يبقى هذا غير كافٍ ولذلك فإن آليات منع تعدد الإمناء تبقى ضرورية في الثدييات. تفاعل «الإفراز»، المعروف ب «التفاعل القشري» يُغير الغلاف الخارجي للبيضة (المنطقة الشفافة)، وتقوم بعض الآليات الإضافية، الغير المفهومة جيدًا بعد، بتعديل غشاء بلازما البيضة. يتم تعديل المنطقة الشفافة بواسطة البروتييز السيرين التي يتم افرازه من الحبيبات القشرية. يقوم البروتييز بتدمير الارتباط البروتيني بين غشاء الخلية والغشاء المحي، كما يقوم أيضاً بإزالة أي مستقبلات يرتبط بها الحيوانات المنوية الأخرى، ويساعد بذلك في تكوين غلاف الإخصاب من الحبيبات القشرية.
يبدأ منع تعدد الإمناء البطيء في غضون 10 ثوانٍ من اندماج الأغشية المنوية وأغشية البلازما البويضية. يحدث التفاعل القشري، المسؤول عن منع تعدد الإمناء البطيء، بسبب أمواج وتذبذبات في مستويات الكالسيوم داخل البويضة. ما يثير مثل هذه التذبذبات هو الPLC-zeta، وهو فوسفوليباز فريد للحيوانات المنوية يكون حساس جدًا لتركيزات الكالسيوم.  عندما تدخل الحيوانات المنوية الأولى داخل البويضة، فإنها تجلب PLC-zeta، التي يتم تنشيطها بتركيزات الكالسيوم القاعدية في البويضات. ينتج عن هذا الكالسيوم اندماج الحويصلات القشرية مع غشاء بلازما البويضة، وإطلاق محتوياتها في المساحة المحيطة بالبيضة، وتسمى الحيز المحيط بالمح. هذا يرفع الغشاء المحي ويثبط مستقبلات الربط الموجودة عليه. وبالتالي، يتم إطلاق أي حيوانات منوية إضافية من الغشاء المحي ولا يعود هناك مزيد من الارتباط. وهذا يساهم في تشكيل ال IP3 وإطلاق الكالسيوم من مخازن الشبكة الإندوبلازمية، وتوليد التذبذبات في تركيز الكالسيوم الذي ينشط البويضة ويمنع تعدد الإمناء.

## روابط خارجية
- الرسوم المتحركة من polyspermy